# Nedre Tjuven
Nedre Tjuven är en sjö i Bodens kommun i Norrbotten och ingår i Råneälvens huvudavrinningsområde. Sjön har en area på 0,0307 kvadratkilometer och ligger 49,3 meter över havet.

## Delavrinningsområde
Nedre Tjuven ingår i det delavrinningsområde (736097-176774) som SMHI kallar för Inloppet i Stor-Lappträsket. Medelhöjden är 53 meter över havet och ytan är 0,65 kvadratkilometer. Räknas de 64 avrinningsområdena uppströms in blir den ackumulerade arean 953,95 kvadratkilometer. Rörån (Livasälven) som avvattnar avrinningsområdet har biflödesordning 2, vilket innebär att vattnet flödar genom totalt 2 vattendrag innan det når havet efter 63 kilometer. Avrinningsområdet består mestadels av skog (51 procent) och sankmarker (13 procent). Avrinningsområdet har 0,12 kvadratkilometer vattenytor vilket ger det en sjöprocent på 18,5 procent.